# Бизи, Эрнеста
Эрнеста Бизи, урождённая Леньяни итал. Ernesta Legnani Bisi; 18 июня 1788, Милан —13 ноября 1859, Милан) — итальянская художница: живописец и гравёр.

## Биография
Эрнеста родилась в Милане или Лозанне. Поступила в Школу гравюры Академии изящных искусств Брера в Милане, где училась под руководством Джузеппе Лонги. Была признана выдающейся ученицей и в 1810 году награждена премией Академии за лучший рисунок.
В 1811 году она вышла замуж за Джузеппе Бизи, художника из Генуи, пейзажиста и профессора академии Брера. У них было девять дочерей, три из которых стали художницами: Антониетта (1813—1866), Рафаэла и Фульвия (1818—1911). Её дочь Кристина вышла замуж за художника Джузеппе Бертини.
Убеждённая сторонница Рисорджименто (борьбы за объединение Италии), она дружила и поддерживала многих женщин карбонариев, среди которых была художница Бьянка Милези. В своём стихотворении «Dodes sonitt all’abaa Giovan», поэт Карло Порта упоминал о ней: «È in tra i donn la Milesi, la Legnana» («Средь женщин, Милези и Леньяни»).

## Творчество
Эрнеста Бизи посвятила себя преимущественно портретной живописи, она также писала миниатюры акварелью. В области гравюры на меди работала по живописным оригиналам других художников. Для пинакотеки Палаццо Реале в Милане она выполнила пять гравюр по картинам Марко д’Оджоно, Джакомо Каведоне, Джакомо Пальма (младшего) и Париса Бордоне. Она также создала ряд портретов знаменитых женщин для коллекции «Жизнеописания и портреты выдающихся итальянцев», среди которых портреты Гаэтаны Аньези, Виттории Колонны и Джованни Баттисты Монтеджиа.
Её дочь — художница-пейзажистка Фульвия Бизи (1818—1911).

## Галерея

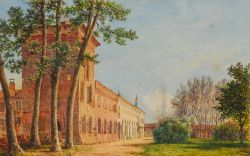
Вилла Тривульзио. 1840. Акварель
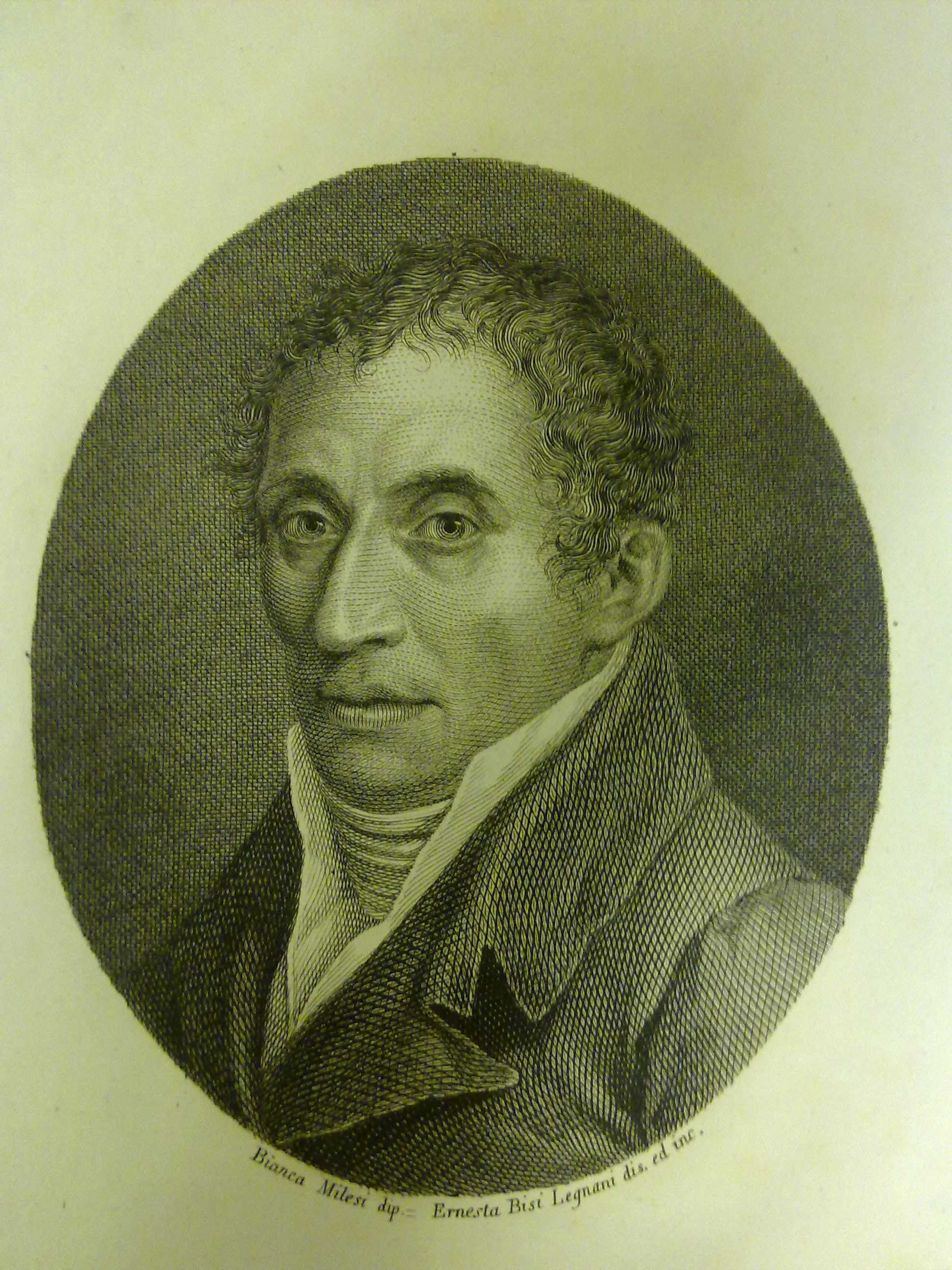
Джамбаттиста Монтеджа
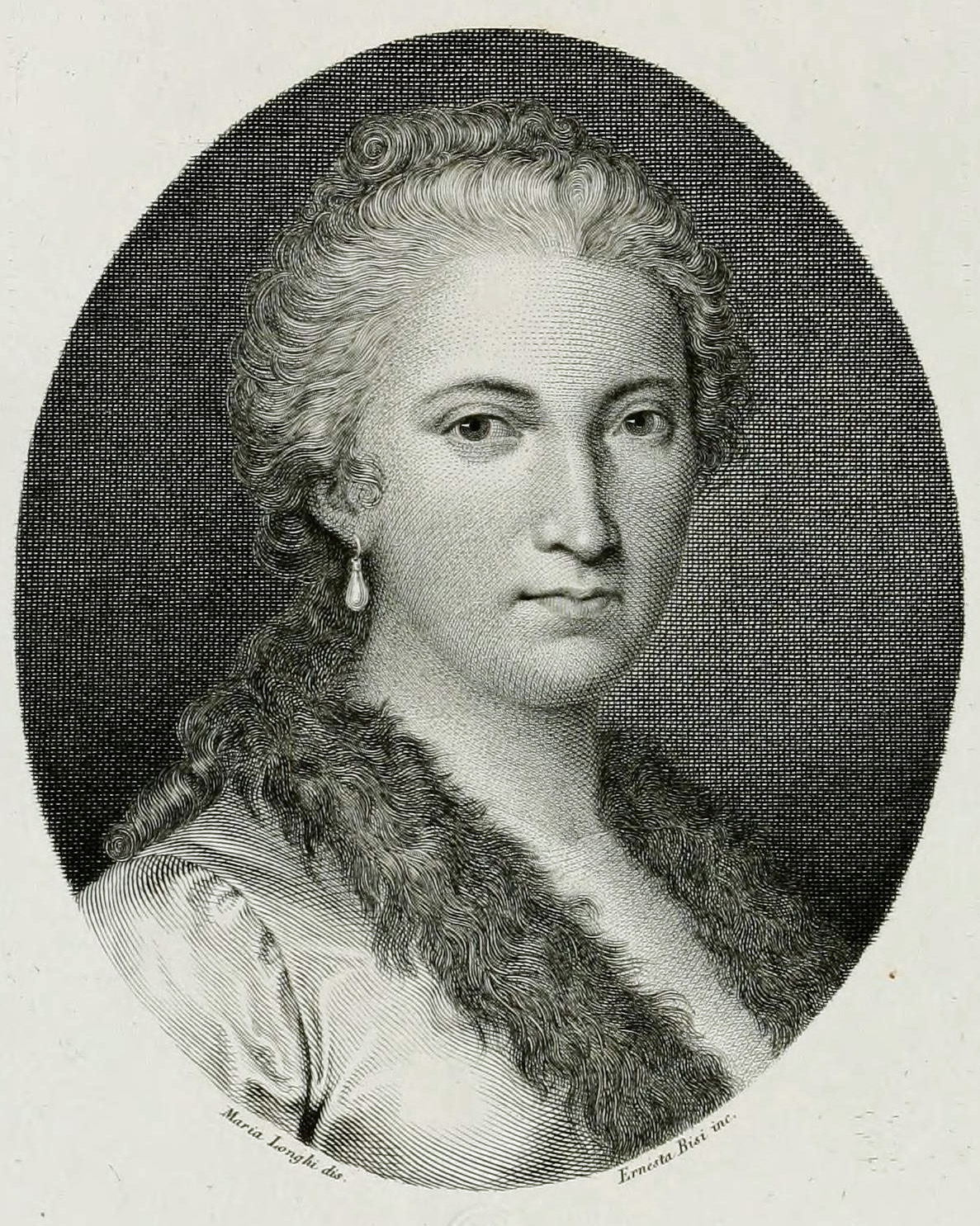
Портрет Марии Гаэтаны Аньези
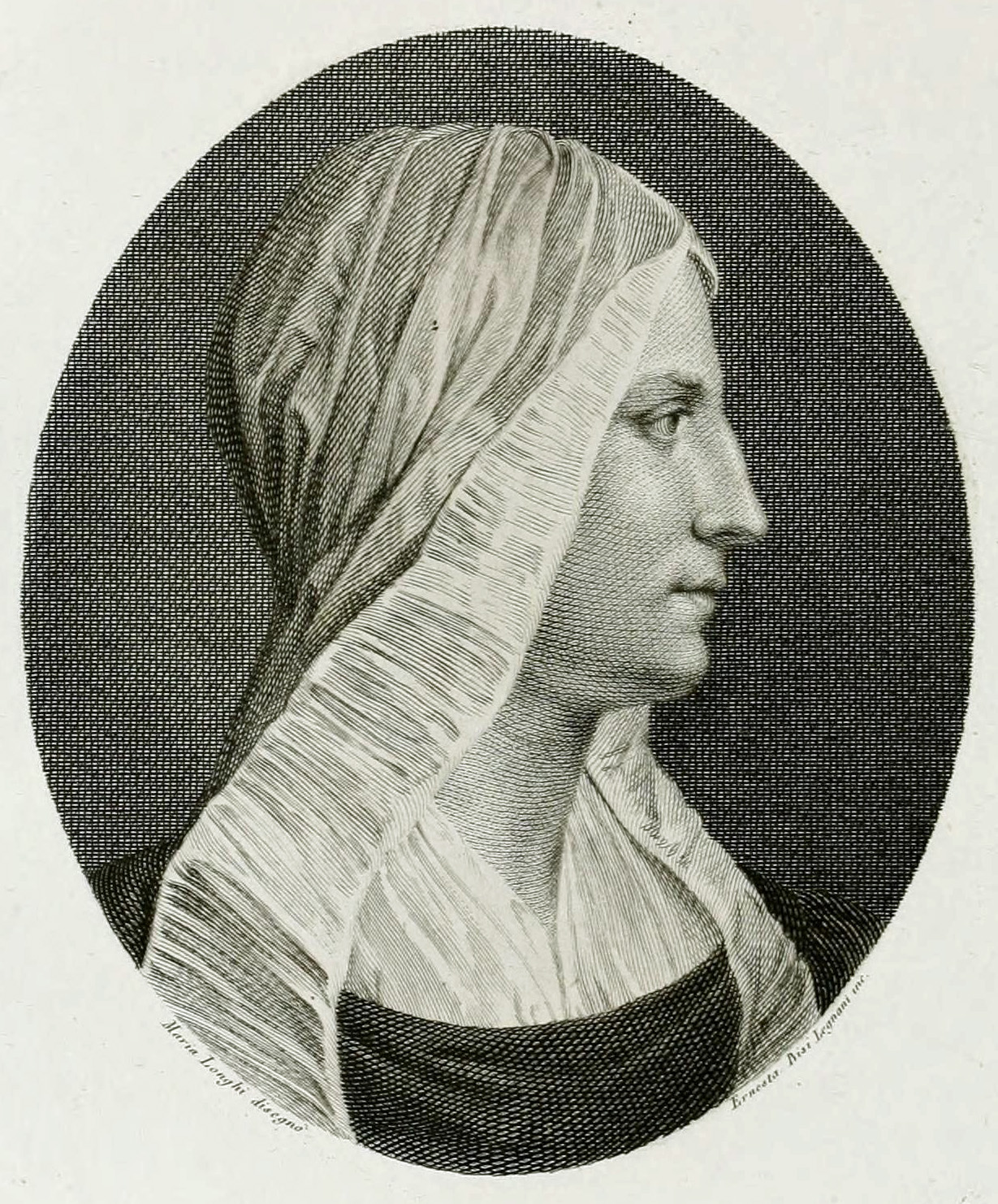
Виттория Колонна